# Espace d'Einstein-de Sitter
En cosmologie, l'espace d'Einstein-de Sitter est le nom donné au modèle cosmologique de type Friedmann-Lemaître-Robertson-Walker dont la densité d'énergie est égale à la densité critique (la courbure spatiale est donc nulle), et dont la seule forme de matière contribuant de façon notable à la densité d'énergie correspond à la matière non relativiste.
L'univers d'Einstein-de Sitter a été proposé par Albert Einstein et Willem de Sitter en 1932. Il représente en fait un cas particulier des solutions des équations de la relativité générale (appelées dans ce contexte Équations de Friedmann) trouvées indépendamment par Alexandre Friedmann puis Georges Lemaître dans le courant des années 1920.
Le modèle SCDM est un exemple de modèle d'espace d'Einstein-de Sitter, où la matière non relativiste se trouve sous la forme de matière ordinaire (matière baryonique) et de matière noire.

## Caractéristiques principales
Le modèle d'Einstein-de Sitter présente une phase d'expansion depuis une singularité gravitationnelle (le Big Bang) qui se poursuit indéfiniment. Le taux d'expansion décroît avec le temps, mais ne s'annule jamais. La distance entre deux régions de l'univers croît indéfiniment au cours du temps. La relation entre l'âge de l'univers t0 et son taux d'expansion H s'écrit
{\displaystyle t_{0}={\frac {2}{3}}{\frac {1}{H}}}.
Avec la valeur communément admise de la constante de Hubble, de l'ordre de 70 kilomètres par seconde par mégaparsec, l'âge actuel qu'aurait l'univers avec son taux d'expansion mesuré est de l'ordre de 10 milliards d'années. Cet âge est inférieur à l'âge d'un certain nombre d'objets astrophysiques, aussi est-il relativement certain que l'univers observable ne peut être décrit par un modèle d'Einstein-de Sitter. La solution à ce problème vient du fait que l'univers actuel contient une forme de matière appelée énergie noire, possédant une pression négative. À taux d'expansion égal, l'âge d'un univers comportant ce type de matière, en plus de la matière non relativiste, est supérieur à celui d'un univers d'Einstein-de Sitter.